# Гаазька школа живопису

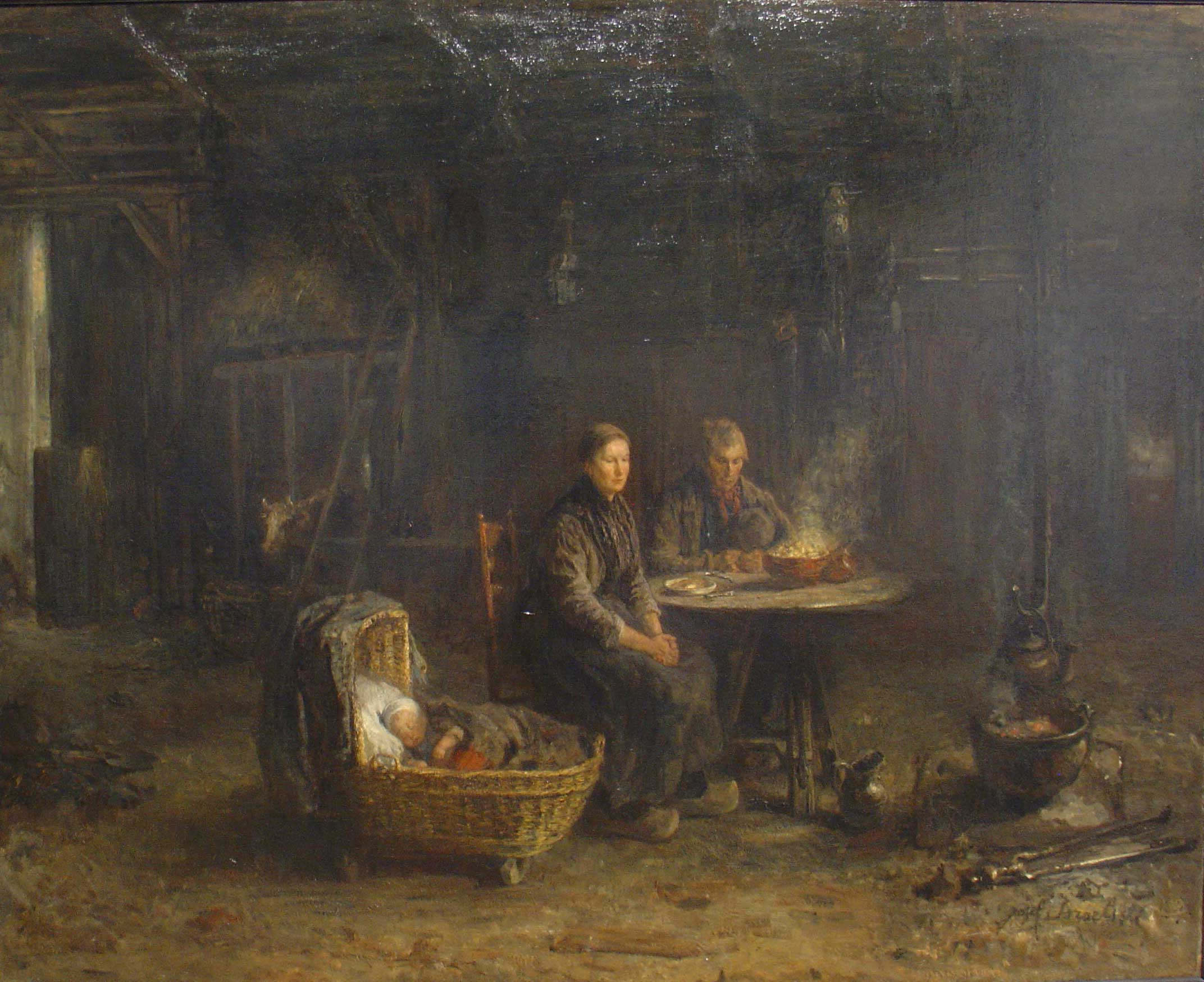
Йозеф Ізраелс

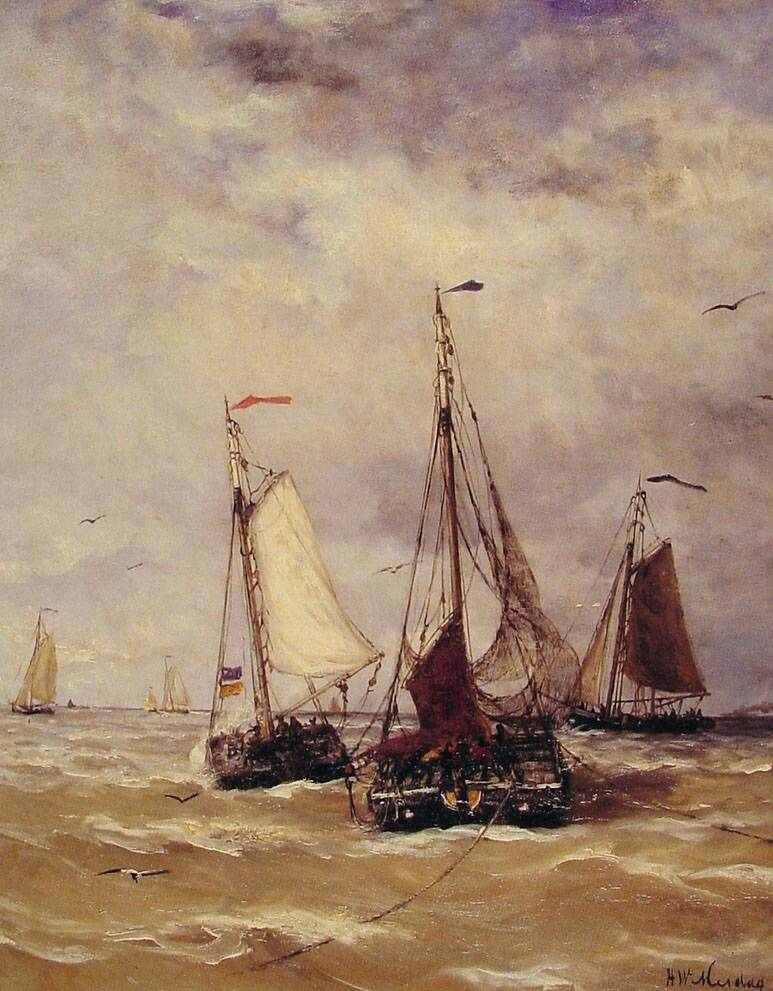
Гендрік Віллем Месдаг

Гаазька школа живопису — мистецьке об'єднання другої половини XIX століття в Нідерландах. Гаазька школа об'єднувала групу художників, які жили і працювали в Гаазі між 1860 і 1890 роками в стилі реалізму. Деякі мистецтвознавці вважають, що діяльність Гаазької школи можна простежити до 1920-х років. На Гаазьку школу найбільший вплив мала Барбізонська школа у Франції.
Найвидатнішими представниками гаазької школи живопису були Йозеф Ізраелс, Віллем Рулофс, Антон Мауве, Гендрік Віллем Месдаг, а також брати Якоб Маріс, Маттейс і Віллем. Гаазька школа зробила значний вплив на розвиток всього нідерландського живопису кінця XIX і початку XX століття.
Найвідомішим представником школи є Вінсент ван Гог, хоча вплив гаазької школи і реалізму можна спостерегти тільки в ранніх його творах, тоді як в пізніх, найзнаменитіших своїх картинах він повністю відходить від нього. Вплив гаазької школи помітний також у ранніх роботах Піта Мондріана, Яна Торопа і Ісаака Ізраелса.